# Relativita (M. C. Escher)
Relativita je slavná litografie (kamenotisk) nizozemského umělce M. C. Eschera, která byla poprvé vytištěna v prosinci 1953.
Zobrazuje paradoxní svět, ve kterém neplatí normální zákony gravitace. Vyobrazená architektonická struktura se zdá být centrem idylické komunity, kde se většina obyvatel věnuje svým obvyklým činnostem, například stolovaní či procházce v parku. Struktura má mnoho oken a průchodů, které vedou k venkovním scenériím, připomínajícím parky. Všechny postavy mají totožný oděv a hlavy bez jakýchkoli rysů; takovéto figury můžeme najít i v mnoha jiných Escherových dílech.
Ve světě Relativity jsou ve skutečnosti tři zdroje gravitace, každý kolmý na oba zbývající. Jednotliví obyvatelé žijí vždy jen v jednom gravitačním poli, kde pro ně fyzikální zákony normálně platí; šestnáct vyobrazených postav je mezi ně rovnoměrně rozděleno. Zřejmé zmatení z litografie pak pramení ze skutečnosti, že všechny tři zdroje gravitace jsou zobrazeny ve stejném prostoru.
Struktura má několik schodišť, kdy každé z nich může být používáno osobami, náležejícími ke dvěma různým gravitačním polím. Toto vytváří zajímavé jevy, jako například na horním schodišti, kde dva obyvatelé jdou po stejném schodišti ve stejném směru a na stejné straně, ale každý využívá jinou stranu každého schodu – takže jeden jde po schodišti dolů a druhý nahoru, přestože se pohybují ve stejném směru a skoro bok po boku. Na dalších schodištích jsou obyvatelé zobrazeni tak, že se zdá, jako by chodili hlavou dolů, ale vzhledem k jejich zdroji gravitace jdou zcela normálně.
Toto dílo je z Escherových prací pravděpodobně nejznámější a bylo využito nejrůznějšími způsoby, přičemž bylo interpretováno jak umělecky, tak i vědecky. Problémy perspektivy a zobrazení trojrozměrných pohledů ve dvojrozměrných obrazech tvoří jádro Escherových prací a Relativita představuje jeden z jeho největších úspěchů v tomto okruhu.